# Qáqarssuatsiaq
Qáqarssuatsiaq är en ö i Grönland (Kungariket Danmark).   Den ligger i kommunen Qaasuitsup, i den sydvästra delen av Grönland, 500 km norr om huvudstaden Nuuk. Arean är 1,0 kvadratkilometer.
Terrängen på Qáqarssuatsiaq är mycket platt. Den sträcker sig 1,1 kilometer i nord-sydlig riktning, och 1,8 kilometer i öst-västlig riktning.